# Franz Caucig

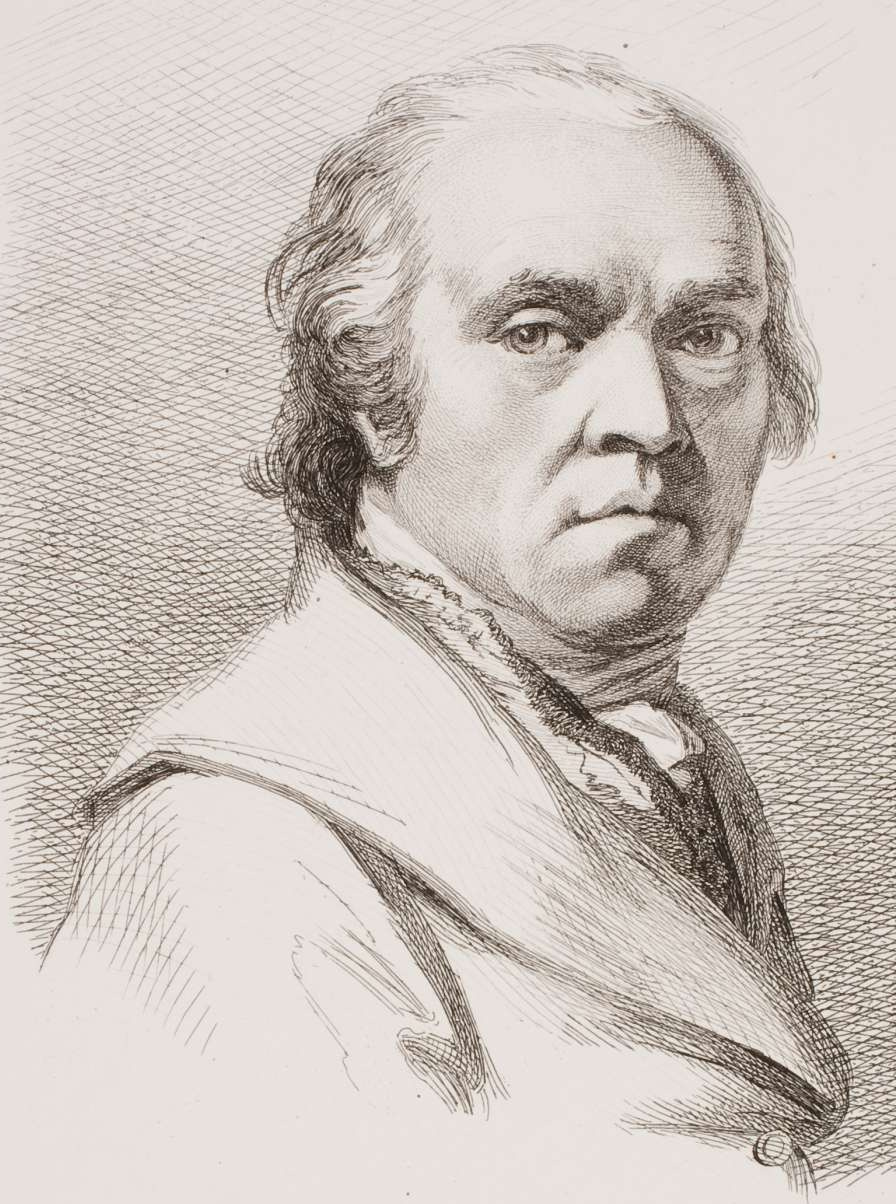
Franz Caucig

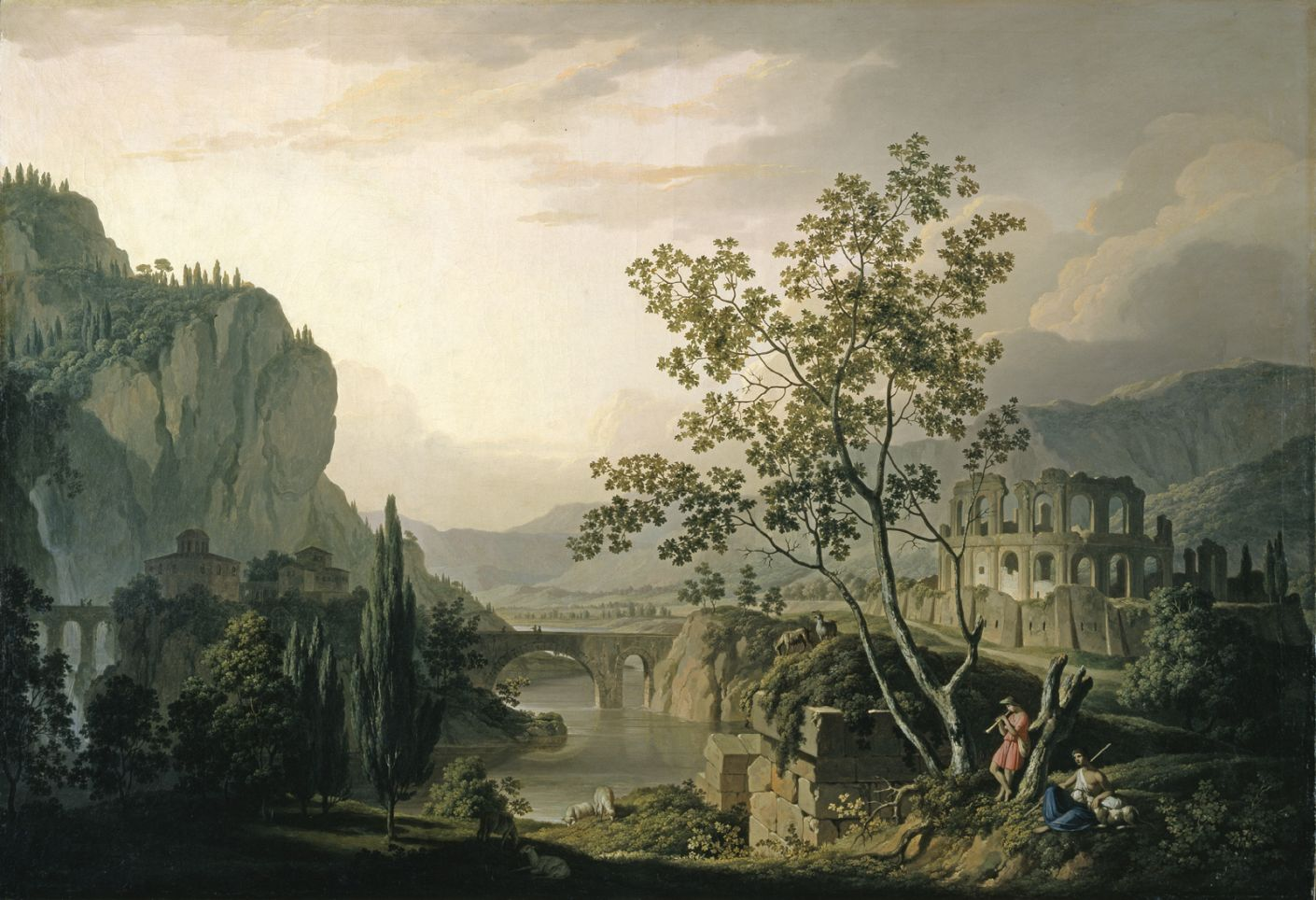
Ideallandschaft mit Brücke und Amphitheater

Franz Caucig (slowenisch Frančišek Caucig oder Franc Kavčič, * 4. Dezember 1755 in Görz; † 17. November 1828 in Wien) war ein österreichischer neoklassischer Maler und Zeichner slowenischer Herkunft.
Caucig wurde in Görz, der Hauptstadt der damaligen Grafschaft Görz, geboren. Der Graf Guido von Cobenzl bemerkte Caucigs zeichnerische Begabung und schickte ihn zu seinem Sohn, dem Grafen Philipp von Cobenzl, der am Kaiserlichen Hofe einflussreich war und den begabten Jüngling beim Studium unterstützte.
Caucig begann sein Studium in Wien und setzte es dank eines Stipendiums von 1779 bis 1781 an der Accademia Clementina di Bologna und von 1781 bis 1787 an der Académie de France à Rome fort. Den Zeitraum von 1787 bis 1791 verbrachte er in Wien. 1791 kam er nach Mantua, wo er u. a. die Gemälde von Giulio Romano und Reliefs der römischen Sarkophage kopierte. Von 1791 bis 1797 wohnte er in Venedig, wo er 1796 zum Mitglied des Vorstandes der Accademia di belle arti di Venezia gewählt wurde. Zurück in Wien 1797 wurde er 1799 zum Professor für Zeichnen an der Akademie der bildenden Künste Wien berufen.
1810 starb sein Gönner Philipp von Cobenzl, und Caucig wurde Protegé des Fürsten Klemens Wenzel Lothar von Metternich. Von 1799 bis 1820 war Caucig Professor an der Wiener Akademie der bildenden Künste, und von 1820 bis zu seinem Tod war er Direktor dieser Institution. Ab 1808 war er Leiter der Malereiabteilung der Wiener Porzellanmanufakturen.
Caucig starb kinderlos, vier Tage nach dem Tode seiner Ehefrau, und wurde in Gloggnitz in Niederösterreich begraben.